# Lista japońskich krążowników liniowych

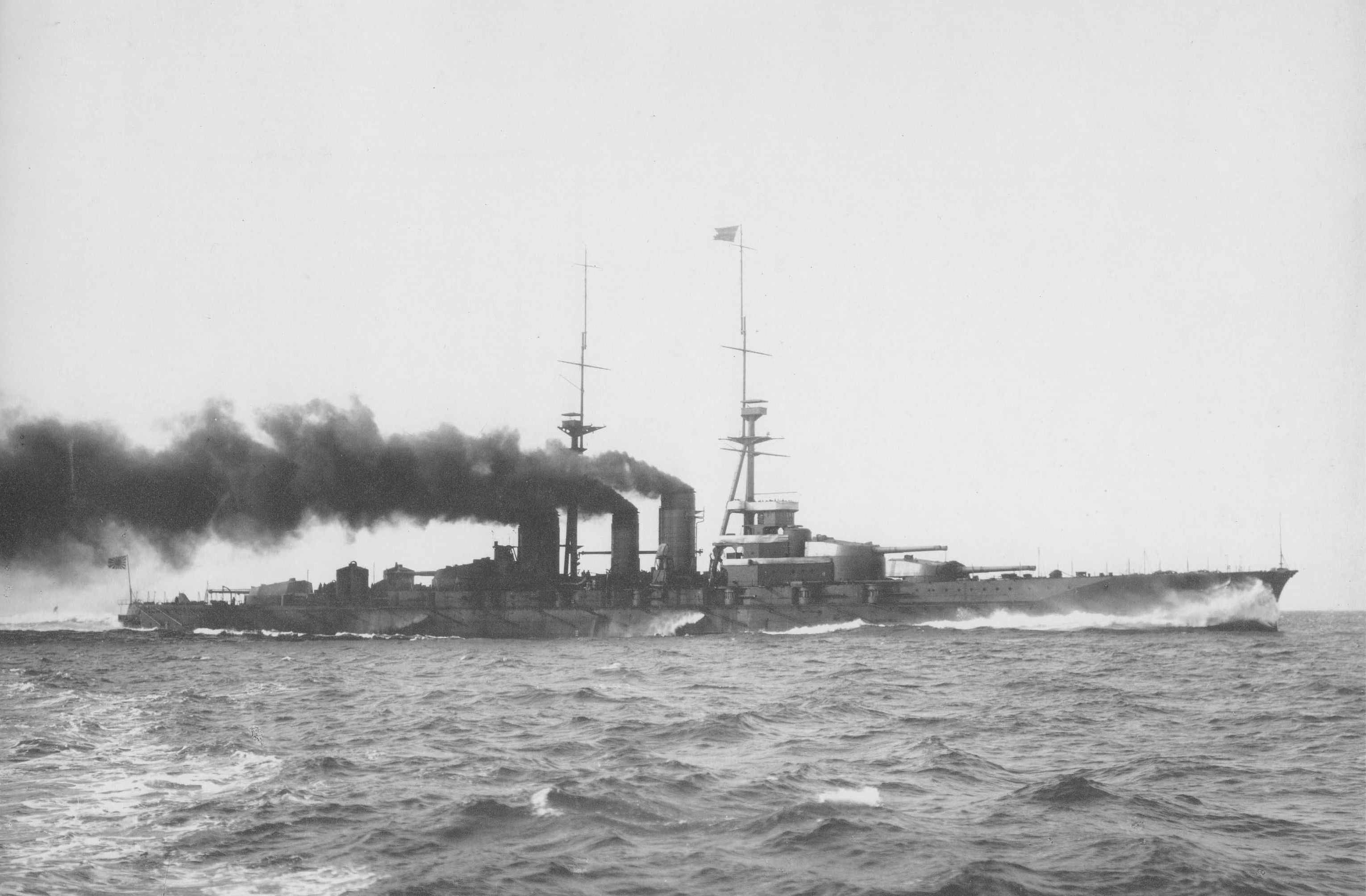
„Haruna”, krążownik liniowy typu Kongō na próbach morskich, 23 stycznia 1915

Nippon Kaigun zbudowała łącznie cztery krążowniki liniowe, stworzyła także plany budowy kolejnych czterech, w czasie pierwszych dekad XX wieku. Koncepcja krążowników liniowych wyrosła z projektów krążowników pancernych, które okazały się być bardzo przydatne przeciw okrętom rosyjskiej Drugiej Eskadry Pacyfiku w czasie bitwy pod Cuszimą. Po zakończeniu wojny rosyjsko-japońskiej uwaga dowództwa Cesarskiej Marynarki zwróciła się na dwóch pozostałych rywali do dominacji nad regionem Pacyfiku: Wielką Brytanię i Stany Zjednoczone. Japońscy planiści przewidywali, że w jakimkolwiek konflikcie z US Navy ich marynarka wojenna musiałaby reprezentować siłę przynajmniej 70% floty amerykańskiej, by osiągnąć zwycięstwo. W ramach tych rozważań stworzono koncepcję planu floty 8-8, w skład której miałoby wchodzić osiem pancerników i osiem krążowników liniowych, które mogłyby stworzyć spójny szyk liniowy. Podobnie jak niemiecka Kaiserliche Marine i w przeciwieństwie do brytyjskiej Royal Navy, Japończycy opracowali i zaprojektowali krążowniki liniowe tak, by mogły działać razem z ciężej opancerzonymi pancernikami.
Pierwsza faza realizacji planu 8-8 rozpoczęła się w 1910 roku, gdy parlament japoński zatwierdził budowę jednego pancernika („Fusō”) i czterech krążowników liniowych typu Kongō. Zaprojektowane przez brytyjskiego konstruktora George'a Thurstona były budowane w Wielkiej Brytanii (pierwsza jednostka w stoczni Vickersa) i w Japonii (trzy pozostałe). Uzbrojone w osiem dział kal. 356 mm mogły osiągnąć prędkość maksymalną 27 (później 30) węzłów. Były najbardziej zaawansowanymi okrętami liniowymi w tym czasie. W apogeum walk I wojny światowej zamówiono kolejne cztery krążowniki liniowe typu Amagi. Okręty miały być uzbrojone w dziesięć dział kal. 406 mm, ale żaden z nich nie został ukończony jako krążownik liniowy, gdyż ustalenia traktatu waszyngtońskiego ograniczyły rozmiary marynarek wojennych Japonii, Wielkiej Brytanii i Stanów Zjednoczonych. Przed zaangażowaniem się Japonii w walki ze Stanami Zjednoczonymi w czasie II wojny światowej planowano także zbudowanie kolejnego typu krążowników liniowych (projekt B-65 składający się z dwóch jednostek), ale zmiana priorytetów i przebieg działań wojennych sprawiły, że okręty nigdy nie osiągnęły fazy budowy.
Z ośmiu krążowników liniowych, które Japonia zaczęła budować (cztery typu Kongō i cztery typu Amagi), żaden nie przetrwał II wojny światowej. „Amagi” miał być przerobiony na lotniskowiec zanim jego kadłub został katastrofalnie uszkodzony na pochylni przez wielkie trzęsienie ziemi w 1923 roku. Został on później rozebrany, tak jak i dwa ostatnie okręty typu Amagi, które spotkał ten los w 1924 roku zgodnie z ustaleniami traktatu waszyngtońskiego. „Akagi” został przerobiony na lotniskowiec w latach 20. XX wieku i zatopiony w czasie bitwy pod Midway 5 czerwca 1942. Cztery okręty typu Kongō zostały także zatopione w boju: dwa podczas bitew toczonych w czasie walk o Guadalcanal w listopadzie 1942 roku, jeden przez amerykański okręt podwodny w listopadzie 1944 roku, a ostatni przez amerykański samolot w bazie morskiej w Kure w lipcu 1945 roku.

## Legenda
| Artyleria główna  | Liczba i typ dział artylerii głównej                        |
| Pancerz           | Grubość burtowego pasa pancernego                           |
| Wyporność         | Pełna wyporność bojowa                                      |
| Napęd             | Liczba śrub napędowych, rodzaj napędu i prędkość maksymalna |
| Służba            | Daty rozpoczęcia prac, ukończenia okrętu i jego los         |
| Położenie stępki  | Data położenia stępki                                       |
| Wejście do służby | Data oficjalnego wejścia do służby                          |
| Los               | Ostateczny los okrętu (np. zatopienie, złomowanie)          |

## TypKongō

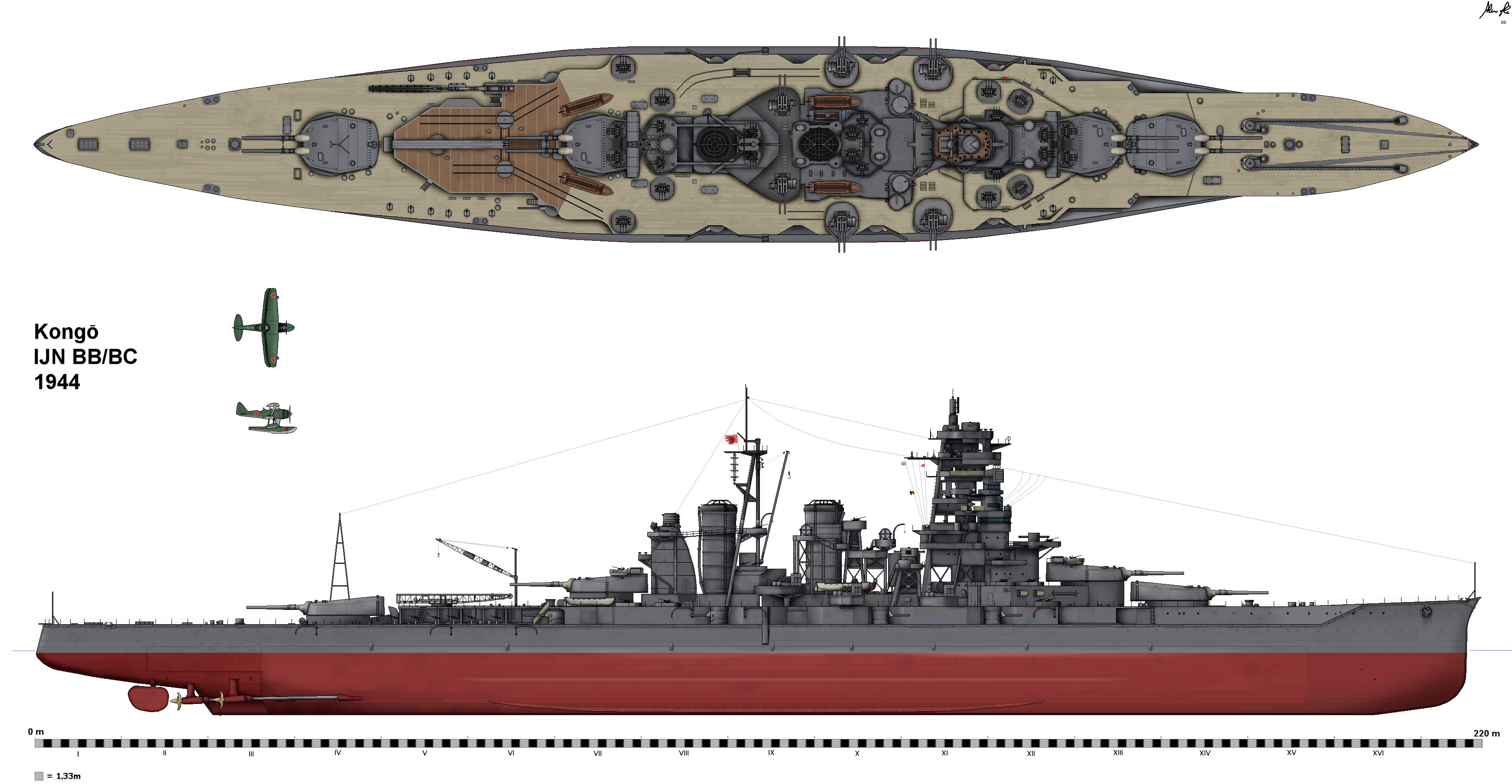
Artystyczna wizja „Kongō” w konfiguracji z 1944

Cztery krążowniki liniowe typu „Kongō” były pierwszymi okrętami tej klasy zamówionymi przez Japońską Marynarkę Wojenną. Cztery okręty zostały zatwierdzone do budowy w 1910 roku jako część większego planu, w odpowiedzi na budowę HMS „Invincible” przez Royal Navy. Zostały zaprojektowane przez głównego konstruktora stoczni Vickersa, Brytyjczyka George'a Thurstona. Pierwszy okręt („Kongō”) zbudowano w Wielkiej Brytanii, natomiast pozostałą trójkę w Japonii. Były uzbrojone w osiem dział kal. 360 mm, mogły płynąć z prędkością maksymalną 27 węzłów i były postrzegane jako „przewyższające wszystkie inne [porównywalne] okręty”. „Kongō” został ukończony w sierpniu 1913 roku, „Hiei” w sierpniu 1914 roku, „Haruna” i „Kirishima” w kwietniu 1915 roku. Podczas I wojny światowej były wykorzystywane do drugorzędnych zadań patrolowych.
W wyniku traktatu waszyngtońskiego wszystkie cztery okręty przeszły rozległą modernizację w latach 20. i 30. XX wieku. Miało to uczynić z nich szybkie pancerniki. W czasie modernizacji wzmocniono ich pancerz, wyposażono je w wodnosamoloty, ulepszono maszynownię i przekonfigurowano uzbrojenie. Z prędkością maksymalną sięgającą 30 węzłów i wydajnymi maszynami wszystkie pełniły znaczącą rolę w czasie II wojny światowej. „Hiei” i „Kirishima” płynęły z lotniskowcami w czasie ataku lotniczego na Pearl Harbor. „Kongō” i „Haruna” płynęły z Siłami Południowymi przeprowadzając atak na Malaje i Singapur. „Hiei” i „Kirishima” zostały zniszczone w czasie walk morskich w pobliżu Guadalcanal, „Kongō” został storpedowany 21 listopada 1944 w Cieśninie Tajwańskiej, natomiast „Haruna” został zatopiony w czasie bombardowania lotniczego Kure 28 lipca 1945.
| Okręt     | Artyleria główna | Pancerz | Wyporność                                   | Napęd                                                    | Służba           | Służba            | Służba                                                                     |
| Okręt     | Artyleria główna | Pancerz | Wyporność                                   | Napęd                                                    | Położenie stępki | Wejście do służby | Los                                                                        |
| --------- | ---------------- | ------- | ------------------------------------------- | -------------------------------------------------------- | ---------------- | ----------------- | -------------------------------------------------------------------------- |
| Kongō     | 8 × 360 mm       | 200 mm  | 27 500 długich ton (27 941 ton metrycznych) | 4 śruby, turbiny parowe, 27,5 węzła (później 30,5 węzła) | 17 stycznia 1911 | 16 sierpnia 1913  | storpedowany w Cieśninie Tajwańskiej, 21 października 1944                 |
| Hiei      | 8 × 360 mm       | 200 mm  | 27 500 długich ton (27 941 ton metrycznych) | 4 śruby, turbiny parowe, 27,5 węzła (później 30,5 węzła) | 4 listopada 1911 | 4 sierpnia 1914   | zatopiony po bitwie morskiej w pobliżu Guadalcanal, 13 listopada 1942      |
| Kirishima | 8 × 360 mm       | 200 mm  | 27 500 długich ton (27 941 ton metrycznych) | 4 śruby, turbiny parowe, 27,5 węzła (później 30,5 węzła) | 17 marca 1912    | 19 kwietnia 1915  | zatopiony w czasie bitwy morskiej w pobliżu Guadalcanal, 15 listopada 1942 |
| Haruna    | 8 × 360 mm       | 200 mm  | 27 500 długich ton (27 941 ton metrycznych) | 4 śruby, turbiny parowe, 27,5 węzła (później 30,5 węzła) | 16 marca 1912    | 19 kwietnia 1915  | zatopiony przez samoloty w bazie morskiej w Kure, 28 lipca 1945            |

## TypAmagi

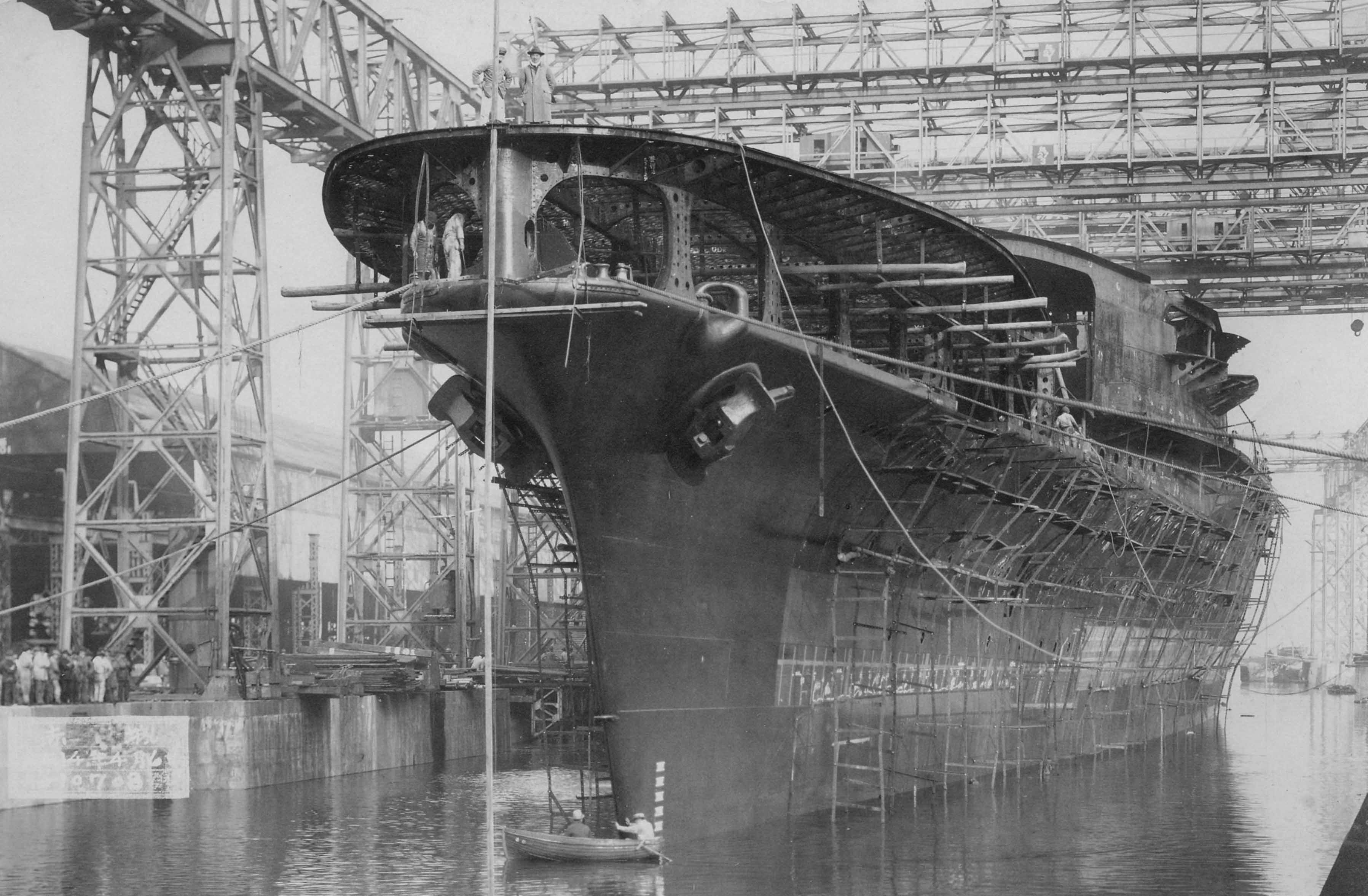
"Akagi" 6 kwietnia 1925, wkrótce po zwodowaniu jako lotniskowiec

Cztery krążowniki liniowe typu Amagi projektowano jako część floty z planu 8-8. Zatwierdzenie budowy tych okrętów, oraz czterech pancerników typu Kii, nałożyło wielkie obciążenia na japoński rząd, który w tym czasie wydawał jedną trzecią swojego budżetu na marynarkę. „Akagi” był pierwszym okrętem, którego stępkę położono. Budowę rozpoczęto 6 grudnia 1920 w stoczni w Kure. Budowę „Amagi” rozpoczęto dziesięć dni później w stoczni w Yokosuce. Stępkę „Atago” położono w Kobe w stoczni Kawasaki 22 listopada 1921. Stępkę pod „Takao”, czwarty i ostatni okręt tego typu, położono w stoczni Mitsubishi w Nagasaki 19 grudnia 1921.
Ustalenia podpisanego w lutym 1922 roku traktatu waszyngtońskiego spowodowały, że budowę przerwano. Jednak dwa najbardziej zaawansowane okręty („Amagi” i „Akagi”) zostały ocalone przed rozbiórką przez zezwolenie na przebudowanie ich na lotniskowce. Wielkie trzęsienie w 1923 roku spowodowało znaczące zniszczenia kadłuba „Amagi”. Jego struktura została zbyt mocno naruszona by mogła być użyta, więc prace modyfikacyjne przerwano. „Amagi” został skreślony z listy jednostek floty i sprzedany na złom. Prace rozbiórkowe rozpoczęto 14 kwietnia 1924. Budowę pozostałych dwóch okrętów anulowano oficjalnie dwa lata później (31 lipca 1924) i zostały one rozebrane na pochylniach. „Akagi” jako lotniskowiec walczył w czasie II wojny światowej i został zatopiony w czasie bitwy pod Midway.
| Okręt | Artyleria główna | Pancerz | Wyporność                                   | Napęd                                       | Służba            | Służba                    | Służba |
| Okręt | Artyleria główna | Pancerz | Wyporność                                   | Napęd                                       | Położenie stępki  | Wejście do służby         | Los |
| ----- | ---------------- | ------- | ------------------------------------------- | ------------------------------------------- | ----------------- | ------------------------- | --- |
| Amagi | 8 × 406 mm       | 250 mm  | 46 000 długich ton (46 738 ton metrycznych) | 4 śruby napędowe, turbiny parowe, 30 węzłów | 16 grudnia 1920   | listopad 1923 (planowana) | zmieniono zamówienie na lotniskowiec; ciężko uszkodzony w czasie trzęsienia ziemi; anulowany i zezłomowany |
| Akagi | 8 × 406 mm       | 250 mm  | 46 000 długich ton (46 738 ton metrycznych) | 4 śruby napędowe, turbiny parowe, 30 węzłów | 6 grudnia 1920    | grudzień 1923             | zmieniono zamówienie na lotniskowiec, ukończono budowę                                                     |
| Atago | 8 × 406 mm       | 250 mm  | 46 000 długich ton (46 738 ton metrycznych) | 4 śruby napędowe, turbiny parowe, 30 węzłów | 22 listopada 1921 | grudzień 1924             | budowę przerwano, kadłub zezłomowano                                                                       |
| Takao | 8 × 406 mm       | 250 mm  | 46 000 długich ton (46 738 ton metrycznych) | 4 śruby napędowe, turbiny parowe, 30 węzłów | 19 grudnia 1921   | grudzień 1924             | budowę przerwano, kadłub zezłomowano                                                                       |

## Projekt B-64/B-65

Plany krążowników projektu B-65

Okręty projektu B-65 początkowo miały stanowić część japońskich Sił Nocnych – formacji, która miała atakować zewnętrzną eskortę floty przeciwnika (składającą się z krążowników i niszczycieli) pod osłoną nocy. Po spenetrowaniu eskorty japońskie krążowniki i niszczyciele miałyby przeprowadzić ataki torpedowe na wrogie pancerniki. Ocalałe siły miały być dobite przez główne siły floty następnego dnia. Okręty projektu B-64 miały wspierać lżejsze krążowniki i niszczyciele w tych nocnych atakach. Strategia ta została zmodyfikowana gdy Japończycy poznali parametry amerykańskich wielkich krążowników typu Alaska. Projekt został powiększony i przemianowany na B-65. Teraz celem tych okrętów miała być ochrona głównych sił przed zagrożeniem ze strony szybkich i ciężko uzbrojonych okrętów typu Alaska. Wraz z wybuchem wojny w 1940 roku Japończycy skupili się na bardziej przydatnych i uniwersalnych typach okrętów (takich jak lotniskowce i krążowniki). Japońska porażka w bitwie pod Midway spowodowała, że projekt został zawieszony bezterminowo. Kolejne porażki i zmiana sytuacji strategicznej spowodowała, że okrętów nigdy nie zbudowano.
| Okręt                              | Artyleria główna | Pancerz | Wyporność                                 | Napęd                                         | Służba           | Służba              | Służba                       |
| Okręt                              | Artyleria główna | Pancerz | Wyporność                                 | Napęd                                         | Położenie stępki | Wejście do służby   | Los                          |
| ---------------------------------- | ---------------- | ------- | ----------------------------------------- | --------------------------------------------- | ---------------- | ------------------- | ---------------------------- |
| Numer stoczniowy 795 (nie nazwane) | 9 × 310 mm       | 190 mm  | 34,000 długich ton 35 000 ton metrycznych | cztery zestawy turbin, osiem kotłów, 34 węzły | –                | 1945 (projektowana) | nie zamówione z powodu wojny |
| Numer stoczniowy 796 (nie nazwane) | 9 × 310 mm       | 190 mm  | 34,000 długich ton 35 000 ton metrycznych | cztery zestawy turbin, osiem kotłów, 34 węzły | –                | 1946 (projektowana) | nie zamówione z powodu wojny |